# Luxiaria ansorgei
Luxiaria ansorgei là một loài bướm đêm trong họ Geometridae.